# Бурогорлый ленивец
Бурогорлый ленивец (лат. Bradypus variegatus) — вид млекопитающих из семейства трёхпалых ленивцев. Самый многочисленный вид этого семейства. Встречается в лесах Южной и Центральной Америки.

## Описание
Бурогорлый ленивец схож по размеру и телосложению с большинством других видов трехпалых ленивцев, общая длина тела как самцов, так и самок составляет от 42 до 80 см. Хвост относительно короткий, всего 2,5-9 см в длину. Взрослые особи весят от 2,25 до 6,3 кг, при этом существенной разницы в размерах между самцами и самками нет. На каждой лапе по три пальца, заканчивающихся длинными изогнутыми когтями, длина которых составляет от 7 до 8 см на передних лапах и от 5 до 5,5 см на задних. Голова округлая, с тупым носом и неприметными ушами. Как и у других ленивцев, у бурогорлого ленивца нет резцов или клыков, а щечные зубы простые и похожи на колышки. У них нет желчного пузыря, слепой кишки или аппендикса. Мех растет по всему телу, имеет градацию цвета от серовато-коричневого до бежевого, с более темно-коричневым мехом на горле, по бокам морды и на лбу. Морда обычно более бледного цвета, с полоской очень темного меха, проходящей под глазами. Остевые волоски очень грубые и жесткие и покрывают более мягкий слой густого подшерстка. Волоски необычны тем, что на их поверхности имеются многочисленные микроскопические трещинки. В этих трещинах обитает ряд комменсальных видов водорослей, включая Rufusia pillicola, Dictyococcus bradypodis и Chlorococcum choloepodis. Водоросли обычно отсутствуют в волосах молодых ленивцев, а также могут отсутствовать у особенно старых особей, у которых была утрачена внешняя кутикула волоса. Шерсть ленивца также содержит богатую грибковую флору. Было доказано, что некоторые штаммы грибов, которые растут на меху бурогорлого ленивца, обладают антипаразитарными, противораковыми и антибактериальными свойствами.

## Ареалы
Бурогорлый ленивец — самый распространенный из трехпалых ленивцев. Он встречается от Гондураса на севере, через Никарагуа, Коста-Рику и Панаму в Венесуэлу, Колумбию, Эквадор, Боливию, Бразилию и восточное Перу. Вероятно, он не встречается непосредственно к северу от тропических лесов Амазонки или к востоку от Рио-Негро, хотя его сходство с бледногорлым ленивцем, обитающим в этих регионах, в прошлом приводило к некоторой путанице.
Он встречается во различных средах, включая вечнозеленые и сухие леса, а также в сильно нарушенных природных зонах. Обычно он встречается в ареалах высотой от уровня моря до 1200 м, хотя сообщалось о некоторых особях с гораздо больших высот.
На некоторых участках своего ареала бурогорлый ленивец перекрывает ареал двупалого ленивца Гоффмана. Там, где происходит это перекрытие, трехпалый ленивец, как правило, более активен в передвижении по лесу и поддерживает большую дневную активность.

## Повадки и питание

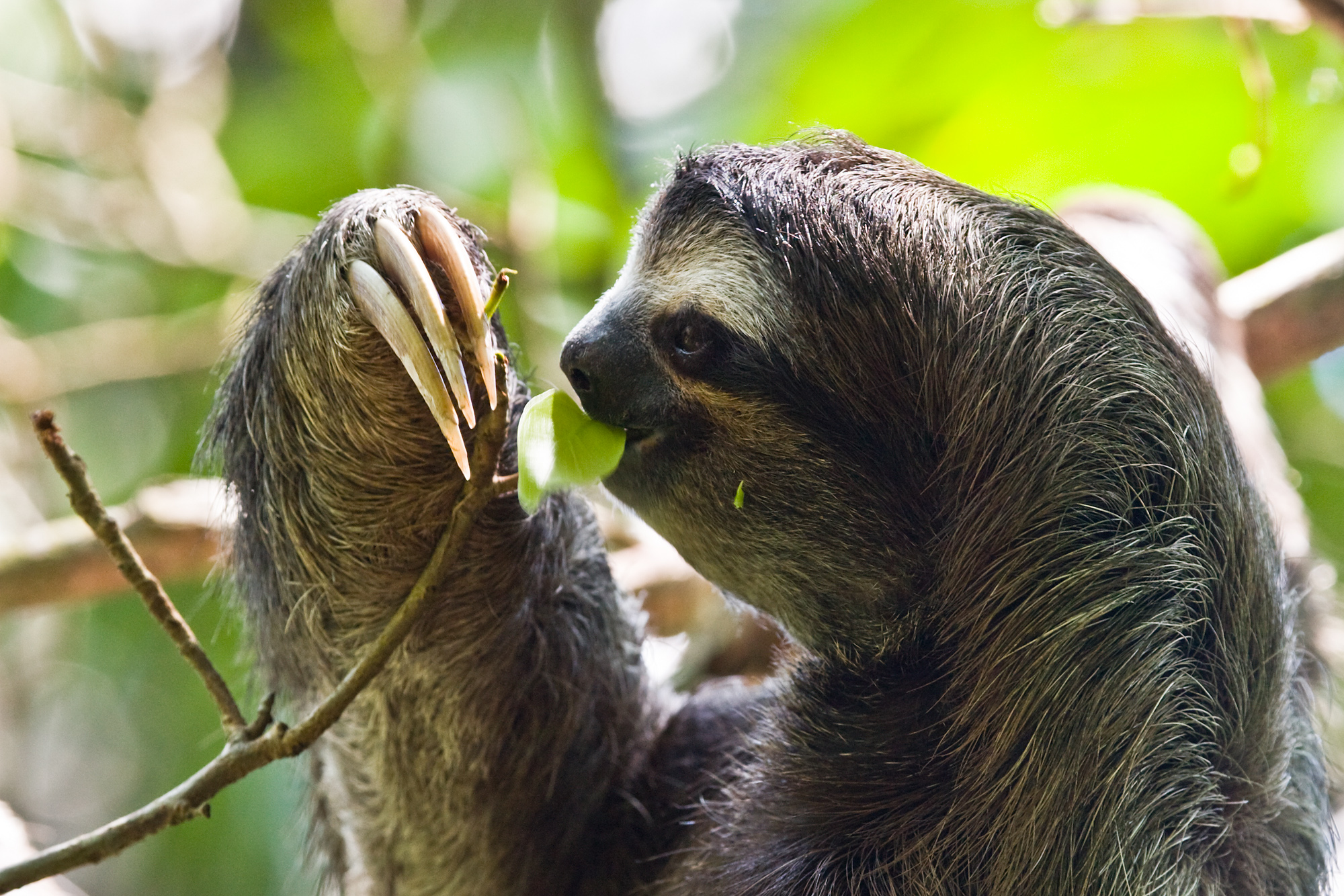
Прием пищи бурогорлого ленивца (Bradypus variegatus), Национальный парк Кауита, Коста-Рика

Бурогорлые ленивцы спят от 15 до 18 часов в сутки и активны лишь короткие промежутки времени, как днем, так и ночью. Хотя они могут ходить по земле и даже плавать, большую часть своей жизни они проводят на высоких ветвях деревьев, спускаясь примерно раз в восемь дней, чтобы испражниться в почву. Большие изогнутые когти и мышцы, специально приспособленные для подобного образа жизни, помогают им крепко держаться за ветви деревьев. Они способны выдерживать подвешивание в перевернутом виде в течение длительных периодов времени из-за фибринозных спаек, которые прикрепляют их органы (такие как печень и желудок) к нижним ребрам. Учитывая, что на кал и мочу может приходиться до трети веса их тела, такая адаптация предотвращает давление этих органов на легкие при подвешивании вниз головой, облегчая дыхание.
Взрослые животные ведут одиночный образ жизни, за исключением случаев выращивания детенышей, и было замечено, что при пересечении самцы дерутся друг с другом, используя свои передние когти.
Бурогорлые ленивцы не путешествуют далеко, их ареал составляет от 0,5 до 9 га, в зависимости от местных условий. В пределах типичного ареала площадью 5 гектаров бурогорлый ленивец перемещается между 40 деревьями, может специализироваться на одном конкретном виде деревьев и даже проводить до 20 % своего времени на одном дереве. Хотя они получают большую часть жидкости из листьев, которые они едят, были замечены ленивцы, пьющие непосредственно из рек.
Ягуары и орлы-гарпии являются одними из немногих естественных врагов бурогорлого ленивца. Было замечено, что желтоголовая каракара добывает корм (мелких беспозвоночных) в шерсти ленивцев, по-видимому, не беспокоя ленивца своим вниманием.

## Размножение
Коричневогорлые ленивцы имеют полигинную систему спаривания. Исследования бурогорлого ленивца показывают, что спаривание наиболее распространено в период с января по март, по крайней мере, в северных частях его ареала. Беременность длится не менее семи месяцев, и единственный детеныш рождается полностью покрытым шерстью и с когтями. Молодые ленивцы цепляются за нижнюю часть тела матери в течение пяти месяцев или более, даже несмотря на то, что их полностью отчуждают от груди уже через четыре-пять недель.
Молочные железы самок не накапливают значительного количества молока, как у большинства других млекопитающих, поскольку детеныш ленивца все время остается прикрепленным к соску и потребляет молоко, как только оно вырабатывается. Вместе с этим детеныши начинают принимать твердую пищу уже через четыре дня после рождения, слизывая частички пищи изо рта матери. Этот процесс, по-видимому, позволяет им быстро определять съедобные листья, и молодые ленивцы обычно имеют те же предпочтения в отношении типов листьев, что и их матери.